# Paolo Casoli
Paolo Casoli (* 18. August 1965 in Castelnovo ne’ Monti, Italien) ist ein ehemaliger italienischer Motorradrennfahrer. Er startete in den 1980er und frühen 1990er Jahren in den Motorrad‑Weltmeisterschaften der Klassen 125 cm³ und 250 cm³ sowie später in der Superbike‑ und Supersport‑Weltmeisterschaft. Er fuhr für Hersteller wie Garelli, Honda, Yamaha und Gilera und erzielte einen Grand-Prix-Sieg.

## Karriere

### Frühe Jahre und 125‑cm³‑Weltmeisterschaft
Casoli begann 1982 seine Rennkarriere und debütierte 1984 in der WM 125 cm³ beim GP in Deutschland. 1987 feierte er mit einer AGV‑gekapselten Honda-LCR‑Maschine seinen ersten und einzigen GP‑Sieg beim 125‑cm³‑Grand Prix von Portugal und beendete die Saison überraschend auf dem dritten Gesamtrang.

### 250‑cm³‑Weltmeisterschaft
1988 wechselte Casoli in die 250‑cm³‑Klasse und fuhr überwiegend für Garelli. Laut offiziellen WM-Ergebnissen erreichte er in diesen Rennen 1988:  
- **22. Mai – Italien (Imola):** 17. Platz
- **29. Mai – Deutschland:** 14. Platz
- **3. Juli – Belgien:** 15. Platz
- **14. August – Schweden:** 17. Platz
- **30. August – Tschechoslowakei:** 26. Platz

Er konnte sich bei anderen Veranstaltungen nicht für das Rennen qualifizieren oder schied auf der Strecke aus. Insgesamt belegte er den 44. Rang in der WM-Gesamtwertung.

### Einsatz in Superbike- und Supersport-WM
Nach Ende seiner GP-Karriere startete Casoli in der Supersport-WM und gewann 2001 in Donington das Rennen im Yamaha Belgarda Team. Zwischen 1994 und 1996 nahm er außerdem an Rennen der Superbike-WM teil.

### Weitere Hersteller und Arbeitsstationen
Nach dem WM-Ausstieg arbeitete er als Test- und Technikfahrer für Yamaha belgarda und später im Ducati-Konzern, u. a. im Supersport-Juniorteam.

## Statistik (Auswahl)
| Jahr      | Klasse        | GP-Starts | Siege | Podien | Beste WM-Platzierung |
| --------- | ------------- | --------- | ----- | ------ | -------------------- |
| 1987      | 125 cm³       | –         | 1     | 5      | 3.                   |
| 1988      | 250 cm³       | 5         | 0     | 0      | 44.                  |
| 1994–1996 | Superbike WM  | –         | 0     | 2      | 13. (1994)           |
| 2001      | Supersport WM | –         | 1     | –      | –                    |

## Wichtige Rennergebnisse
- **1987 – 125 cm³:** Sieg beim Großen Preis von Portugal (125 cm³)
- **1988 – 250 cm³:** Top‑26‑Plätze in Imola, Deutschland, Belgien, Schweden und Tschechoslowakei
- **2001 – Supersport:** Sieg beim Donington Supersport-Rennen im Yamaha Belgarda Team